# Lingda
Lingda (kinesiska: 凌笪) är en socken i östra Kina. Den ligger i Langxi härad i staden Xuancheng i provinsen Anhui, omkring 200 kilometer öster om provinshuvudstaden Hefei. Antalet invånare är 26 344. Befolkningen består av 12 945 kvinnor och 13 399 män. Barn under 15 år utgör 17,0 %, vuxna 15-64 år 73 %, och äldre över 65 år 9,0 %.